# Brandistocco
(Vittorio Alfieri - Satire)
Il brandistocco è una massiccia arma inastata a tre lame, impiegata come rinforzo alla picca nei quadrati di fanteria del XV secolo. La lama centrale era sempre molto lunga, a volte massiccia con foggia a "lingua di bue", mentre le due laterali, più corte e dipartenti dalla gorbia conica della centrale, potevano essere diritte o arcuate, come i rebbi di una forca.
Viene spesso erroneamente confuso con il buttafuori.

## Storia
Rispetto ad armi dalle fortune storiche più note, come l'alabarda o la partigiana, il brandistocco appartiene certamente al novero di quelle armi inastate dai più semplicisticamente ammassate nel novero delle "lance" senza alcuna distinzione di merito. La voce "brandistocco" presente nella quarta edizione del Vocabolario degli Accademici della Crusca ben esemplifica un approccio metodologico piuttosto semplicistico da parte dei linguisti italiani nella classificazione dell'arma.
(Vocabolario degli Accademici della Crusca, ed. 4., Firenze 1729-1738, I, p. 464)
Arma inastata atta a colpire di punta, il brandistocco è, in buona sostanza, evoluzione per le forze di fanteria dello stocco del quale il cavaliere del XIV-XV secolo era solito servirsi per bucare la pesante corazza del cavaliere avversario. Tramite dell'evoluzione dall'arma manesca all'arma inastata fu lo spiedo da guerra, del pari arma inastata ma con manico corto, lungo all'incirca quanto la parte metallica.
La caratteristica peculiare del brandistocco, i rebbi da forca, ottimi per bloccare l'avversario corazzato ad una buona distanza dall'utilizzatore, accomunano quest'arma da mischia ai particolari spiedi da caccia utilizzati sin dall'Età carolingia per la caccia alla selvaggina di grossa taglia (v. lancia da cinghiale). Il brandistocco sarebbe dunque da considerarsi quale ibrido tra lo spiedo da guerra e la picca: un'arma ideata per abbattere la "preda" più pericolosa di tutte, cioè il cavaliere europeo massicciamente corazzato in sella ad un cavallo bardato.
Circa l'effettiva funzione del brandistocco sui campi di battaglia dell'Europa e dell'Italia durante il Rinascimento, è di un qualche aiuto un passo del poema eroicomico Malmantile Racquistato del pittore Lorenzo Lippi (1606-1665).
(Lorenzo Lippi - Malmantile Racquistato, 9, 31.)
Si evince chiaramente che il brandistocco era brandito dai fantaccini per colpire, tenendo a distanza, il nemico. La funzione diverge da quella della picca, il cui scopo ultimo è o impalare l'avversario o creare un muro di punte metalliche che costringa il nemico a distanza. Il brandistocco deve comunque toccare, ove per toccare s'intende l'accezione arcaica del verbo di lingua italiana che indica l'atto di colpire ripetutamente un bersaglio per costringerlo al movimento o fiaccarlo. Il fante armato di brandistocco si trovava, in buona sostanza, a tirar di scherma reggendo una sorta di spada inastata:
(Grassi, Giuseppe (1833), Dizionario militare italiano, 2. ed. ampliata dall'a., Torino, Società Tipografica Libraria, v. I-II, p. 286.)
D'uso campale nel XV secolo, già nel XVII secolo il brandistocco era divenuto arma di rappresentanza, o comunque destinato a corpi di guardia di addestramento specialistico. La raffinata scherma inastata di questa particolare tipologia di lancia lunga non trovava infatti più spazio in un teatro bellico dominato dal modello "Pike and Shot" (picca e archibugio) dei tercios spagnoli e destinato ad evolvere nel sistema "reggimentale" introdotto dagli svedesi al termine della Guerra dei Trent'Anni. Il brandistocco fu, per contro, largamente in uso durante la Guerra di Candia tra la Repubblica di Venezia e l'Impero ottomano: lo scontro, infatti, si declinò in un lunghissimo assedio, portato dai turchi ai veneziani, "globale", portato su più fronti contro l'intera sistema di fortificazioni dell'isola di Creta.

### Precisazione etimologica
In lingua italiana, il vocabolo "brandistocco" si compone di due lemmi: "brando", italianizzazione della forma medievale brand (spada/lama grossa), e "stocco". L'arma sarebbe stata dunque una lancia a lama grossa atta alle stoccate (Brind-d'estoc in lingua francese). In lingua inglese, l'equivalente del brandistocco è il ranseur poiché il vocabolo brandistock indica il buttafuori. Il vocabolo anglosassone brandistock deriva infatti dal lemma di lingua olandese springstok (lett. "stocco che salta/fuoriesce") indicante appunto il buttafuori.

## Costruzione
Diretta derivazione dello spiedo da guerra, il brandistocco si compone di:
- testa metallica con gorbia piramidale sviluppante in una lama centrale molto appuntita e molto lunga, in alcuni casi della tipologia larga, detta a "Lingua di Bue". Dalla gorbia, dipartivano ai lati due protuberanze metalliche, a volte in forma di rebbio di forca a volte in forma di lama. In alcuni casi, i rebbi laterali erano tanto sottili e protesi in parallelo allo spiedo centrale da fare dell'arma un vero e proprio tridente da guerra;
- astile ligneo di notevoli dimensioni, pari a quello di un'alabarda o del falcione tipo "coltello da breccia".